# 地域医療等振興自治宝くじ
地域医療等振興自治宝くじ（ちいきいりょうとうしんこうじちたからくじ）は、主に地域医療振興のために栃木県が発行するブロック宝くじ。愛称はレインボーくじと呼ばれる。方式は開封くじか被封くじ（インスタントくじ）。
発売目的は長寿社会づくりソフト分と地域医療等振興分に分かれ、発売金額（1枚100円や200円）や当選金額（1等が6000万円や1000万円など）は定まっていない。長寿社会づくりソフト分は全国の都道府県が行う長寿社会対策事業のために、地域医療等振興分は栃木県下野市にある自治医科大学の運営のために使われる。

## 発売元と販売地域
- ブロック宝くじであるため当初は販売地域が限定されていたが、2011年度[1]から全ての種類が全国で発売されている。
  - 発売元：栃木県
  - 販売地域：全国

## 発売日と抽せん日
- 原則水曜発売・木曜抽せん
  - 発売期間は7～12日間で、発売日は不定期

## 沿革
- 1974年4月 - へき地医療振興自治宝くじ発売開始
- 1982年7月 - 普通くじとインスタントくじをあわせたダブルチャンスくじとして発売（後に別々となる）
- 1989年4月 - 地域医療等振興自治宝くじと改称
- 2011年4月 - 発売地域が全国に拡大[1]